# 2017 ワールド・ベースボール・クラシック B組
2017 ワールド・ベースボール・クラシック B組（東京ラウンド）（英語: 2017 World Baseball Classic Pool B Tokyo）は、ワールド・ベースボール・クラシック第4回大会の東京で開催された1次リーグ。2017年3月7日から3月10日までの日程で東京ドームで開催された（期間中、東京ドームの外野フェンスは今大会の特別仕様で行なわれる）。

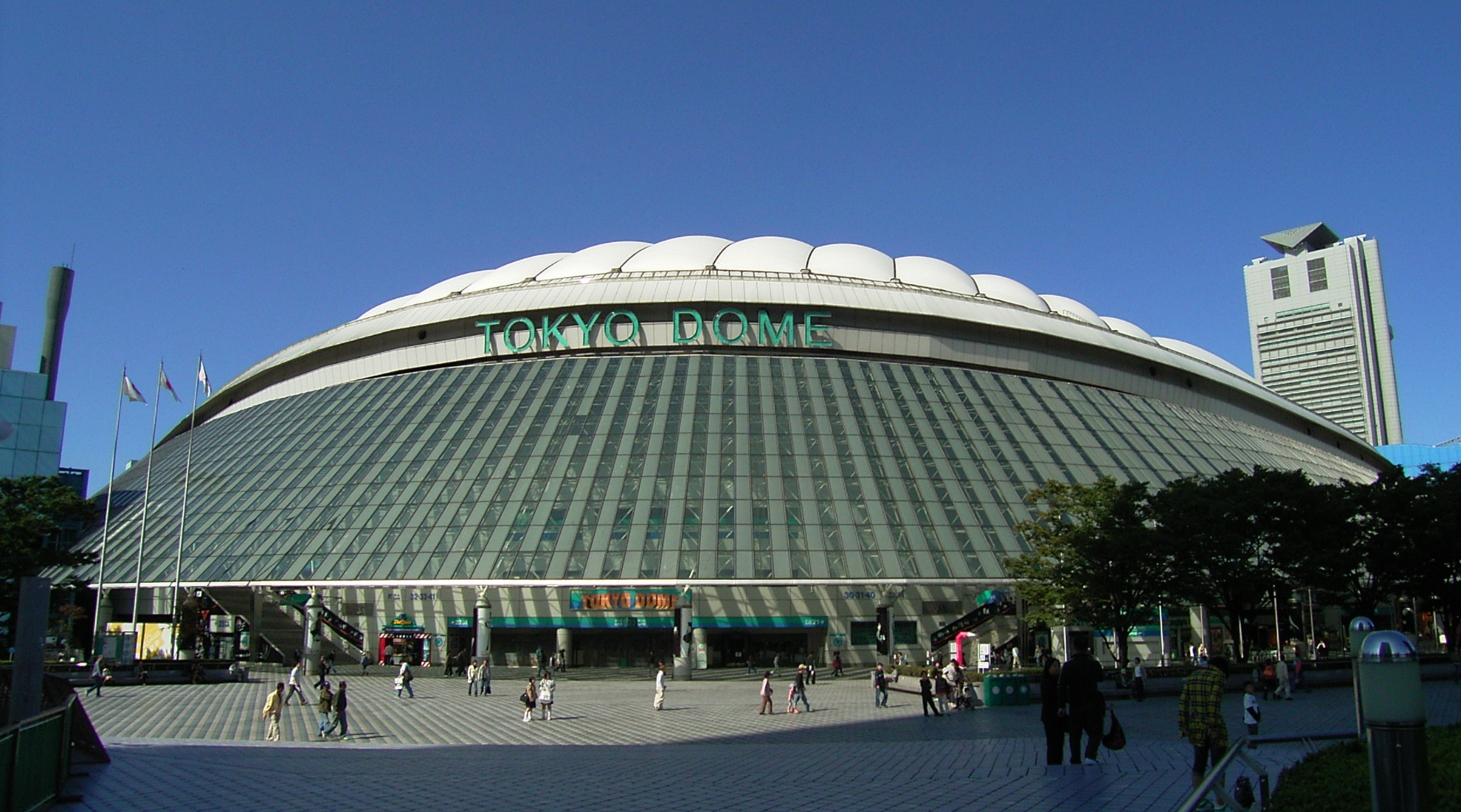
東京ドーム

本ラウンドは、野球日本代表の公式スポンサーで日本のビール会社であるアサヒビール株式会社の冠協賛を得ており、この東京ドームを中心とした日本で開催される第1ラウンドのB組、並びに第2ラウンドのE組を総称した正式大会名は、同代表のオフィシャルドリンクとなっている同社のビール商品を冠にした『アサヒスーパードライプレゼンツ 2017ワールド・ベースボール・クラシック東京プール』と称されている。

## 経緯
2016年
8月2日 - 同組が発表。
11月10日 - 開催概要が発表された。
11月12日 - ソウルラウンドが当初予定より開幕が1日早くなったため、名称がA組からB組へ変更となった。
2017年
3月7日 - 開催。

## 開催概要
出典：
主催
- ワールド・ベースボール・クラシック・インク（WBCI）
- 読売新聞社

東京プール冠協賛
- アサヒビール

特別協賛
- ガンホー・オンライン・エンターテイメント
- 日本通運

協賛
- イオンフィナンシャルサービス
- ENEOS

公式プレイガイド
- ローソンチケット

協力
- ミズノ
- ブルックス ブラザーズ ジャパン
- JTB

## 大会概要
日本、オーストラリア、キューバ、中国の4代表が出場。各1回の総当り戦を行い、上位2チームが東京の東京ドームで行われる第2ラウンドへ出場する。

## 試合結果

### GAME1 3月7日
19:09試合開始、試合時間3時間56分、観衆44,908人
| 日本 | 11 - 6 | キューバ |

|          | 1 | 2 | 3 | 4 | 5 | 6 | 7 | 8 | 9 | R  | H  | E |
| -------- | - | - | - | - | - | - | - | - | - | -- | -- | - |
| キューバ | 0 | 0 | 1 | 0 | 0 | 0 | 3 | 2 | 0 | ６ | 11 | 3 |
| 日本     | 1 | 0 | 0 | 1 | 5 | 0 | 2 | 2 | x | 11 | 14 | 1 |

1. キ：ノエルビル・エンテンザ、ヨエニス・イエラ、ホセ・アンヘル・ガルシア、ライデル・マルティネス、ホンデル・マルティネス、アライン・サンチェス
2. 日：石川歩、則本昂大、岡田俊哉、平野佳寿、秋吉亮、牧田和久
3. 勝利：石川歩(1勝)
4. 敗戦：ヨエニス・イエラ(1敗)
5. 本塁打
キ：アルフレド・デスパイネ(1号)
日：松田宣浩(1号)、筒香嘉智(1号)
6. 審判
［球審］トッド・ティチェイナー（英語版）
［塁審］ファブリツィオ・ファブリーツィ、蘇建文、コーリー・ブライザー（英語版）

出典: 
4回裏に二死二塁の場面で山田哲人（ヤクルト）がレフトスタンド最前列へのホームラン性の当たりを打ったが、フェンス際にいたファンがグローブをはめた手をグラウンド側に伸ばしてキャッチしてしまったため、ビデオ判定の協議の末に二塁打と判定された（幻の本塁打。なお、二塁走者だった松田宣浩（ソフトバンク）はこれにより生還した）。

### GAME2 3月8日
12:08試合開始、試合時間3時間14分、観衆39,102人
| キューバ | 6 - 0 | 中国 |

|          | 1 | 2 | 3 | 4 | 5 | 6 | 7 | 8 | 9 | R | H  | E |
| -------- | - | - | - | - | - | - | - | - | - | - | -- | - |
| 中国     | 0 | 0 | 0 | 0 | 0 | 0 | 0 | 0 | 0 | 0 | 1  | 0 |
| キューバ | 0 | 0 | 0 | 4 | 0 | 1 | 1 | 0 | x | 6 | 14 | 1 |

1. 中：ブルース・チェン、羅夏、甘泉、鄭燕勇、王蒙豪
2. キ：ブラディミール・バノス、ブラディミール・ガルシア、リバン・モイネロ、ミゲル・ラエラ
3. 勝利：バノス(1勝)
4. 敗戦：羅(1敗)
5. 審判
［球審］チェ・スウォン
［塁審］ラリー・バノーバー（英語版）、トッド・ティチェイナー（英語版）、ファブリツィオ・ファブリーツィ

出典: 

### GAME3 3月8日
19:09試合開始、試合時間3時間18分、観衆41,408人
| オーストラリア | 1 - 4 | 日本 |

|                | 1 | 2 | 3 | 4 | 5 | 6 | 7 | 8 | 9 | R | H | E |
| -------------- | - | - | - | - | - | - | - | - | - | - | - | - |
| 日本           | 0 | 0 | 0 | 0 | 1 | 0 | 1 | 2 | 0 | 4 | 8 | 1 |
| オーストラリア | 0 | 1 | 0 | 0 | 0 | 0 | 0 | 0 | 0 | 1 | 5 | 0 |

1. 日：菅野智之、岡田俊哉、千賀滉大、宮西尚生、牧田和久
2. オ：ティム・アサートン、ラクラン・ウェルズ、マシュー・ウィリアムズ、ジョン・ケネディ、ライアン・サール、ライアン・ローランドスミス
3. 勝利：千賀滉大(1勝)
4. セーブ：牧田和久(1S)
5. 敗戦：ラクラン・ウェルズ(1敗)
6. 本塁打
日：中田翔(1号)、筒香嘉智(2号)
オ：アラン・デサンミゲル(1号)
7. 審判
［球審］ブライザー（英語版）
［塁審］ティチェイナー（英語版）、蘇建文、ファブリツィオ・ファブリーツィ

出典: 
日本は、先発の菅野智之（巨人）が2回に与えた1失点だけに抑えた。打線は中田翔（日本ハム）の今大会、自身初ヒットとなるホームランと筒香嘉智（DeNA）の2試合連続ホームラン等で逆転勝利。2次ラウンド進出をほぼ確定させた。これで日本の1次ラウンドは過去の3大会も含めて100％突破を維持している。

### GAME4 3月9日
19:09試合開始、試合時間2時間59分、観衆3,013人
| 中国 | 0 - 11 | オーストラリア |

|                | 1 | 2 | 3 | 4 | 5 | 6 | 7 | 8 | R  | H | E |
| -------------- | - | - | - | - | - | - | - | - | -- | - | - |
| オーストラリア | 0 | 0 | 2 | 2 | 0 | 0 | 3 | 4 | 11 | 9 | 0 |
| 中国           | 0 | 0 | 0 | 0 | 0 | 0 | 0 | 0 | 0  | 5 | 0 |

1. （8回規定によりコールドゲーム）
2. オ：トラビス・ブラックリー、ドゥシャン・ルジック、トッド・ヴァン・スティーンゼル、トム・ベイリー
3. 中：朱、楊、アンドリュー・チン、魯
4. 勝利：トラビス・ブラックリー(1勝)
5. 敗戦：朱(1敗)
6. 本塁打
オ：ルーク・ヒューズ(1号)、ジェイムズ・ベレスフォード(1号)

出典：

### GAME5 3月10日
12:08試合開始、試合時間3時間36分、観衆38,050人
| キューバ | 4 - 3 | オーストラリア |

|                | 1 | 2 | 3 | 4 | 5 | 6 | 7 | 8 | 9 | R | H  | E |
| -------------- | - | - | - | - | - | - | - | - | - | - | -- | - |
| オーストラリア | 0 | 0 | 0 | 0 | 1 | 0 | 1 | 1 | 0 | 3 | 13 | 1 |
| キューバ       | 0 | 0 | 0 | 0 | 4 | 0 | 0 | 0 | x | 4 | 10 | 0 |

1. オ：ワーウィック・サーポルト、ラクラン・ウェルズ、ドゥシャン・ルジック、ピーター・モイラン、スティーブン・ケント
2. キ：ラザロ・ブランコ、ヨアンニ・イエラ、ブラディミール・ガルシア、リバン・モイネロ、ミゲル・ラエラ
3. 勝利：ブラディミール・ガルシア(1勝)
4. セーブ：ミゲル・ラエラ(1S)
5. 敗戦：ラクラン・ウェルズ(2敗)
6. 本塁打
オ：トレント・オルテン(1号)
キ：アルフレド・デスパイネ(2号)

出典: 

### GAME6 3月10日
19:09試合開始、試合時間2時間41分、観衆40,053人
| 日本 | 7 - 1 | 中国 |

|      | 1 | 2 | 3 | 4 | 5 | 6 | 7 | 8 | 9 | R | H | E |
| ---- | - | - | - | - | - | - | - | - | - | - | - | - |
| 中国 | 0 | 0 | 1 | 0 | 0 | 0 | 0 | 0 | 0 | 1 | 5 | 3 |
| 日本 | 1 | 2 | 2 | 0 | 0 | 0 | 2 | 0 | x | 7 | 8 | 0 |

1. 中：甘泉、孟偉強、宮海成、陳坤
2. 日：武田翔太、藤浪晋太郎、増井浩俊、松井裕樹、平野佳寿、秋吉亮
3. 勝利：武田翔太(1勝)
4. 敗戦：甘(1敗)
5. 本塁打
日：小林誠司(1号)、中田翔(2号)

出典: 日本はこの勝利で1次ラウンドを3戦全勝で突破した。日本が1次ラウンドを全勝で突破したのは、4大会目にして初めての快挙。

## 最終順位
| 順位 | 国・地域       | 勝 | 負 | 得点 | 失点 | 差  |
| ---- | -------------- | -- | -- | ---- | ---- | --- |
| 1    | 日本           | 3  | 0  | 22   | 8    | -   |
| 2    | キューバ       | 2  | 1  | 16   | 14   | 1.0 |
| 3    | オーストラリア | 1  | 2  | 15   | 8    | 2.0 |
| 4    | 中国           | 0  | 3  | 1    | 24   | 3.0 |

## テレビ・ラジオ中継

### 日本国内での放送

#### テレビ中継
- Game1
  - TBSテレビ系列

放送時間：18:00 - 19:45・19:45 - 23:10（関東ほか一部地域のみ。左記以外の大半の地域では18:30開始、番組全体で当初予定より70分延長）
実況：初田啓介 解説:原辰徳、槙原寛己 ゲスト:黒田博樹 リポーター:新タ悦男、石井大裕
  - JSPORTS3 18:30 - 23:30
- Game2
  - JSPORTS4 11:50 - 16:30
- Game3
  - TBSテレビ系列

放送時間：18:30 - 19:34・19:34 - 22:32・22:32 - 22:54
実況：新夕悦男 解説:原辰徳、佐々木主浩 ゲスト:黒田博樹 リポーター:初田啓介、土井敏之
  - JSPORTS3

放送時間：18:45 - 23:30
- Game4
  - JSPORTS3

放送時間：18:50 - 23:30
- Game5
  - JSPORTS2

放送時間：11:50 - 16:30
- Game6
  - テレビ朝日系列

放送時間：19:09 - 21:54（当初予定より3分延長。「報道ステーション」開始前に試合が終了していたが、中継そのものが収まらなかったため、同番組の冒頭で継続放送）
  - JSPORTS3

放送時間：18:45 - 23:30

Game7に日本が出場する場合にはテレビ朝日系列で放送予定であった。
地上波の中継では、日本代表公認サポートキャプテン（応援団長）として、中居正広(俳優)がベンチ横からレポートをする

#### ラジオ中継
- Game1
  - ニッポン放送 18:57 - 23:25（1時間35分延長、STVラジオ・東海ラジオ・KBCラジオにもネット）
- Game3
  - 文化放送 19:00 - 22:40（40分延長）
- Game6
  - 文化放送 19:00 - 22:00（30分延長）